# 醉虎幫
醉虎幫（韓語：드렁큰타이거）是一個美籍韓國人Hip-hop組合。由Tiger JK和DJ Shine創立，當時他們二人分別在洛杉矶（UCLA）和紐約州（紐約州州立大學）求學中。其後DJ James Jhig、Micki Eyez和Roscoe Umali亦相繼加入這個組合。
當他們推出第二張唱片之後，Tiger JK曾經因為藏毒而被捕入獄（但他堅稱自己無辜），但現在已經返回崗位，繼續創作音樂。
現時他們推出的專輯，分別為：
1. 《Year of the Tiger》（1999年）：
主打歌："I Want You", "Do You Know Hiphop?"
2. 《The Great Rebirth》（2000年）：
主打歌："Great Rebirth"
3. 《The Legend Of...》（2001年）：
主打歌："Good Life", "Is Ack Hizay?"
4. 《Foundation》（2003年）：
主打歌："Because I'm A Man", "Thumb"
5. 《One is not a Lonely Word》（2004年）：
主打歌："Liquor Shots"
6. 《1945 Liberation》（2005年）：
主打歌："Isolated Ones, Left Foot Forward!"
7. 《Sky is the Limit》（2007年）：
主打歌："8:45 Heaven"
8. 《Feel gHood Muzik : The 8th Wonder》（2009年）：
主打歌："True Romance (Feat. T)","Monster (Korean Ver.)
9. 《살자 The Cure》（2013年）：
主打歌："The Cure"
10. 《X : Rebirth Of Tiger JK》（2018年）：
主打歌："?"

此外，他們亦曾為韓國的電視遊戲《Dance Dance Revolution》創作音軌《Pump It Up》。

## 外部連結
- DT韩国官方站 （页面存档备份，存于）